# Тямпасак (провинция)
Тямпасак (лаос. ຈໍາປາສັກ) — провинция на юго-западе Лаоса. Граничит с Таиландом и Камбоджей.

## География
По западной границе провинции протекает река Меконг, в которой водятся речные дельфины.
За счёт уникальной фауны и исторических достопримечательностей провинция Тямпасак активно посещается туристами.

## История
После распада первого лаосского государства Лансанг в начале XVIII века на этой территории располагалось королевство Тямпасак.
В этой провинции возле города Тямпатсак находятся руины храма Ват Пху Кхмерской империи доангкорского периода, имеющие большое историческое значение.

## Административное деление
Провинция разделена на следующие районы:
1. Бачиангчалеунсук (16-03)
2. Тямпасак (16-07)
3. Кхонг (16-10)
4. Мунлапамок (16-09)
5. Паксе (16-01)
6. Паксонг (16-04)
7. Патхумпхон (16-05)
8. Пхонтхонг (16-06)
9. Санасомбун (16-02)
10. Сукхума (16-08)